# Rio Gonçalves Dias
Der Rio Gonçalves Dias ist ein etwa 103 km langer Nebenfluss des Rio Iguaçu im Südwesten ds brasilianischen Bundesstaats Paraná.

## Etymologie und Geschichte
Der Fluss wurde nach Antônio Gonçalves Dias (1823–1864) benannt, einem Dichter und Gelehrten. Als Historiker und Ethnograph nahm er zum Beispiel an einer Expedition der Comissão Científica de Exploração teil, die von der Regierung zur Erforschung der Uferlandschaften des Amazonas organisiert wurde. Er starb auf der Rückreise von Europa, kurz bevor das Schiff an der Küste von Maranhão Schiffbruch erlitt.
Das Gebiet von Palmas zwischen Rio Iguacu und Rio Uruguay war zwischen Brasilien und Argentinien strittig gewesen. Diese hatten die Namen der grenzbestimmenden Flüsse im Vertrag von Madrid 1750 unterschiedlich zugeordnet. Erst 1895 wurde die Palmas-Frage durch einen Schiedsspruch des US-amerikanischen Präsidenten Grover Cleveland zugunsten von Brasilien entschieden. Die brasilianische Regierung setzte anschließend eine Kommission zur Untersuchung des Gebiets ein. Diese gab den größeren bis dahin namenlosen Iguacu-Nebenflüssen die Namen bedeutender Persönlichkeiten aus Wissenschaft und Politik (Rios Ampére, Andrada, Benjamin Constant, Capanema, Cotegipe, Floriano, Gonçalves Dias, Siemens oder Silva Jardim).

## Geografie

### Lage
Das Einzugsgebiet des Rio Goncalves Dias befindet sich auf dem Terceiro Planalto Paranaense (Dritte oder Guarapuava-Hochebene von Paraná).

### Verlauf
Sein Quellgebiet liegt in den Munizipien Céu Azul und Santa Tereza do Oeste am Nordostrand des Parque Nacional do Iguaçu auf 596 m Meereshöhe etwa 3 km südlich des Stadtzentrums von Santa Tereza do Oeste.
Der Fluss verläuft in seinem gesamten Lauf in südlicher Richtung, wobei er sehr viele Flussschleifen bildet. Er markiert die gesamte östliche Grenze des Nationalparks.
Er fließt auf der Grenze zwischen den Munizipien Capitão Leônidas Marques und Céu Azul von rechts in den Rio Iguaçu. Er mündet auf 244 m Höhe. Die Entfernung zwischen Ursprung und Mündung beträgt 47 km. Er ist etwa 103 km lang.

### Munizipien im Einzugsgebiet
Am Rio Goncalves Dias liegen die drei Munizpien Céu Azul (rechts) sowie linksufrig Santa Tereza do Oeste und Capitão Leônidas Marques.

### Zuflüsse
Die wichtigsten der Nebenflüsse sind rechts der Rio Capim und der Rio Castro Alves sowie links der Arroio Melo Nunes.

## Nationalpark Iguaçu
Der Rio Goncalves Dias entwässert die östlichen Gebiete des 1 852,6 km² großen Nationalparks Iguaçu.